# 楊斌
楊 斌（ヤン・ビン、Yang Bin、1961年 - ）は、オランダ国籍をもつ華人実業家。北朝鮮の新義州特別行政区の初代長官に任命されたが、脱税により中国当局に逮捕された。
江蘇省南京で生まれ、5歳で孤児となった。中国人民解放軍海軍砲兵学院に入学し、奨学金を得てオランダに留学、その後、米国のポートランドに移って貿易会社を経営し、1995年帰国した。
遼寧省瀋陽に本拠を置き、花卉栽培を中心とした農業ビジネスを展開した。楊斌が設立した欧亜集団は大企業グループに成長し、2001年にはグループ企業の欧亜農業（ユーロアグリ）を香港証券取引所に上場した。上場によって得た資金で同年の中国富豪番付2位に浮上、瀋陽にテーマパークオランダ村も建設している。だが投資にまつわる疑惑など黒い噂は絶えなかった。
2002年9月、北朝鮮は突如として新義州に経済特区を設置し、楊斌を行政長官に任命すると発表した。同国への寄付などで金正日総書記の絶大な信頼を獲得したとされる。しかし、同年10月4日、中国の警察は瀋陽で楊斌を税金滞納などの容疑で身柄拘束し、11月に正式逮捕した。
楊斌はオランダ村開発にまつわる詐欺や農地不法使用、贈賄などの罪で起訴され、2003年7月、遼寧省瀋陽市中級人民法院（地裁）は懲役18年、罰金230万元の有罪判決を下し、遼寧省高級人民法院（高裁）も9月楊斌被告の控訴を棄却、刑が確定した。錦州監獄で服役。2016年9月26日に釈放された。
2005年初めになっても北朝鮮の新義州特別行政区は棚晒しになったままである。